# Niccolò Gattilusio
Niccolò Gattilusio (fallecido en 1462) fue el sexto y último señor de Lesbos de 1458 a 1462. Pertenecía a la dinastía Gattilusio y era hijo menor de Dorino I Gattilusio y Orietta Doria.
Depuso a su hermano mayor Domenico Gattilusio, lo envió a un calabozo y lo estranguló. El sultán otomano Mehmed II utilizó este crimen como pretexto para invadir Lesbos. Según Franz Babinger, la verdadera motivación del sultán era que Niccolò había protegido a piratas catalanes a cambio de una parte considerable de su botín. Estos piratas saqueaban la cercana costa de Anatolia, secuestraban a sus habitantes y los vendían como esclavos.
En 1462, Mehmed II marchó desde Constantinopla a la cabeza de un destacamento de jenízaros que cruzaron Anatolia hasta llegar a Aso, donde el 1 de septiembre se encontró con una flota que contenía el equilibrio de sus fuerzas. Después de este enfrentamiento cruzó a Lesbos. Primero, sus tropas arrasaron el campo, esperando que esto intimidara a Niccolò para que se rindiera; pero Niccolò confió en las fortificaciones de su ciudad de Mitilene y su guarnición de cinco mil hombres, y anunció que bajaría combatiendo. El sultán Mehmed II procedió a conquistar Mitilene: después de cuatro días de escaramuzas, Mehmed II ordenó bombardear la ciudad con los seis cañones gigantes que traía consigo. El daño causado por estos cañones no se pudo reparar, y cuando los jenízaros penetraron en la ciudad, Niccolò se vio obligado a admitir su derrota. Rindió Mitilene y el resto de la isla.
Niccolò fue llevado cautivo a Constantinopla, junto con la mayor parte de su familia. Allí se convirtió al Islam y fue liberado brevemente. Su hermana María Gattilusio (viuda de Alejandro, hermano del emperador David de Trebisonda), a quien se le dijo que era hermosa, entró en el harén imperial. Su hijo Alejo se convirtió en un paje y, según relatan algunas fuentes, en el favorito del sultán, pero parece que no mucho tiempo después lo decapitaron.
Luego Mehmed II descubrió que uno de sus favoritos, que había huido algún tiempo antes, se había convertido en cristiano y estaba incluido en el séquito de Niccolò. Esta indignidad final parece haber acelerado la sentencia de muerte de Niccolò. Fue estrangulado con una cuerda de arco en Constantinopla.
Niccolò fue llevado a Constantinopla como prisionero, junto con la mayor parte de su familia. Allí se convirtió al islam y fue liberado por poco tiempo. Su hermana María Gattilusio (viuda de Alejandro, hermano del emperador David II de Trebisonda) entró en el harén imperial. Su hijo Alejo se convirtió en paje y, como refieren algunas fuentes, favorito del sultán, pero parece que fue decapitado poco después.
Pero Mohammed descubrió que uno de sus pajes favoritos, que había huido de él algún tiempo antes, se había convertido en cristiano y se había incluido en el séquito de Niccolò. Esta noticia indignó a Mahoma y parece haber acelerado la sentencia de muerte de Niccolò. Él y su primo Luchino fueron estrangulados con una cuerda de arco en Constantinopla , el mismo método que había usado con su hermano.